# Fissistigma rubiginosum
Fissistigma rubiginosum là loài thực vật có hoa thuộc họ Na. Loài này được (DC.) Merr. mô tả khoa học đầu tiên năm 1919.